# Республіка Карелія
Респу́бліка Каре́лія (рос. Республика Карелия; карел. Karjalan tazavaldu, Karjalan respubliekku; вепс. Karjalan Tazovaldkund) — суб'єкт Російської Федерації, входить до складу Північно-Західного федерального округу.
Столиця Республіки Карелія — місто Петрозаводськ.
Карелія межує з Мурманською, Архангельською, Вологодською, Ленінградською областями і Фінляндією.
Як окрему адміністративну одиницю утворено 8 червня 1920 року. Від 31 березня 1940 по 16 липня 1956 року існувала як Карело-Фінська Радянська Соціалістична Республіка, мала формальну державність у складі Радянського Союзу як повноправна союзна республіка.

## Географія
Республіка розташована в північно-західній частині РФ і лежить між двома морями: Білим і Балтійським. Довжина берегової лінії Білого моря — 630 км.
Рельєф республіки — переважно рівнинний, з пагорбами, на заході переходить у Західно-Карельську височину. За давнини льодовик, відступаючи далі на північ, сильно змінив рельєф Карелії — як наслідок лишилися численні морени, ози, ками, озерні улоговини.
Клімат Карелії м'який з достатньою кількістю опадів, змінюється від морського на узбережжі на континентальний у внутрішніх районах.

### Річки
У Карелії налічується близько 27 000 річок. Найбільшими є:
- Водла (довжина — 149 км)
- Кем (191 км)
- Чирка-Кем (221 км)
- Ковда
- Шуя
- Суна з водоспадом Ківач Виг

### Озера

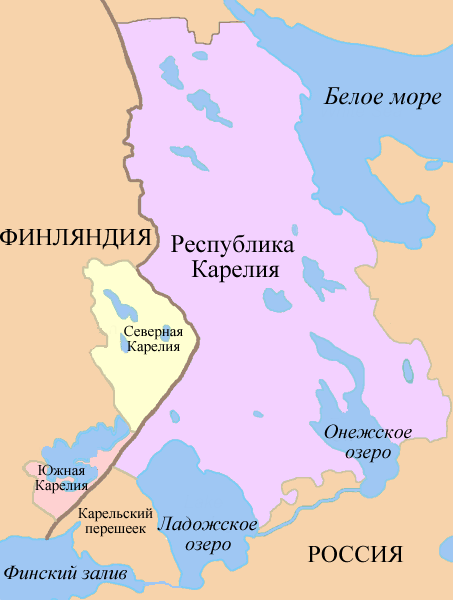
Мапа провінцій Південної та Північної Карелії (Фінляндія) і Республіки Карелія (Російська Федерація). Карельський перешийок в наш час входить в Ленінградську область

У Карелії нараховується близько 60 000 озер. Разом із болотами вони складають бл. 2000 км³ якісної свіжої води. Ладозьке і Онезьке озера, що містяться на території республіки, є найбільшими в Європі.
Інші найвідоміші озера Карелії:
- Нюк
- Пяозеро
- Сегозеро
- Сямозеро
- Топозеро
- Вигозеро
- Юшкозеро

### Корисні копалини й ліс
У Карелії 175 родовищ 24 видів корисних копалин. Активно видобувають слюду, польовий шпат, кварц, лицювальний камінь, а також різноманітні будівельні матеріали — граніти, діабази, мармури. Подибувано золото, срібло, алмази, рідкісноземельні метали. Розроблювано родовища залізної руди, титану, ванадію, молібдену. Розвідані родовища уранових руд (насамперед Онезьке родовище).
Більшу частину території Карелії (148 000 км², або 85 %) займає державний лісовий резерв. Загальний запас лісових ресурсів усіх видів і віків — 807 млн м³. Зрілий і переспілий лісовий запас нараховує до 4118 млн м³, з яких 3752 млн м³ — хвойні ліси.

### Тваринний і рослинний світ
Фауна Карелії відносно молода, вона сформувалася після льодовикового періоду. Усього на території республіки живуть 63 види ссавців, чимало з яких, як наприклад, ладозька кільчаста нерпа, вивірка-політуха й бурий вухань занесені в Червону книгу. На річках Карелії можна побачити хатки європейських і канадських бобрів. Бобер канадський, а також ондатра та візон — акліматизовані представники фауни Північної Америки. Єнот уссурійський теж не корінний мешканець Карелії, він родом з Далекого Сходу. З кінця 60-х XX століття років почали з'являтися кабани, у південні райони заходить сарна. Зустрічаються ведмідь, рись, борсук і вовк.
У Карелії живе 285 видів птахів, в тому числі 36 видів, занесених до Червоної книги Карелії. Найпоширенішими птахами є зяблики. Зустрічається гайова дичина — рябчики, тетеруки, білі куріпки, глухарі. Щовесни до Карелії з теплих країв прилітають гусаки. Поширеними хижими птахами є: сови, яструби, орли-беркути, болотні луні. Також живе 40 пар рідкісних орланів-білохвостів. З водоплавних птахів: качки, гагари, кулики, велика кількість мартинів і найбільша з ниркових качок Карелії — звичайна гага, цінна своїм теплим пухом.

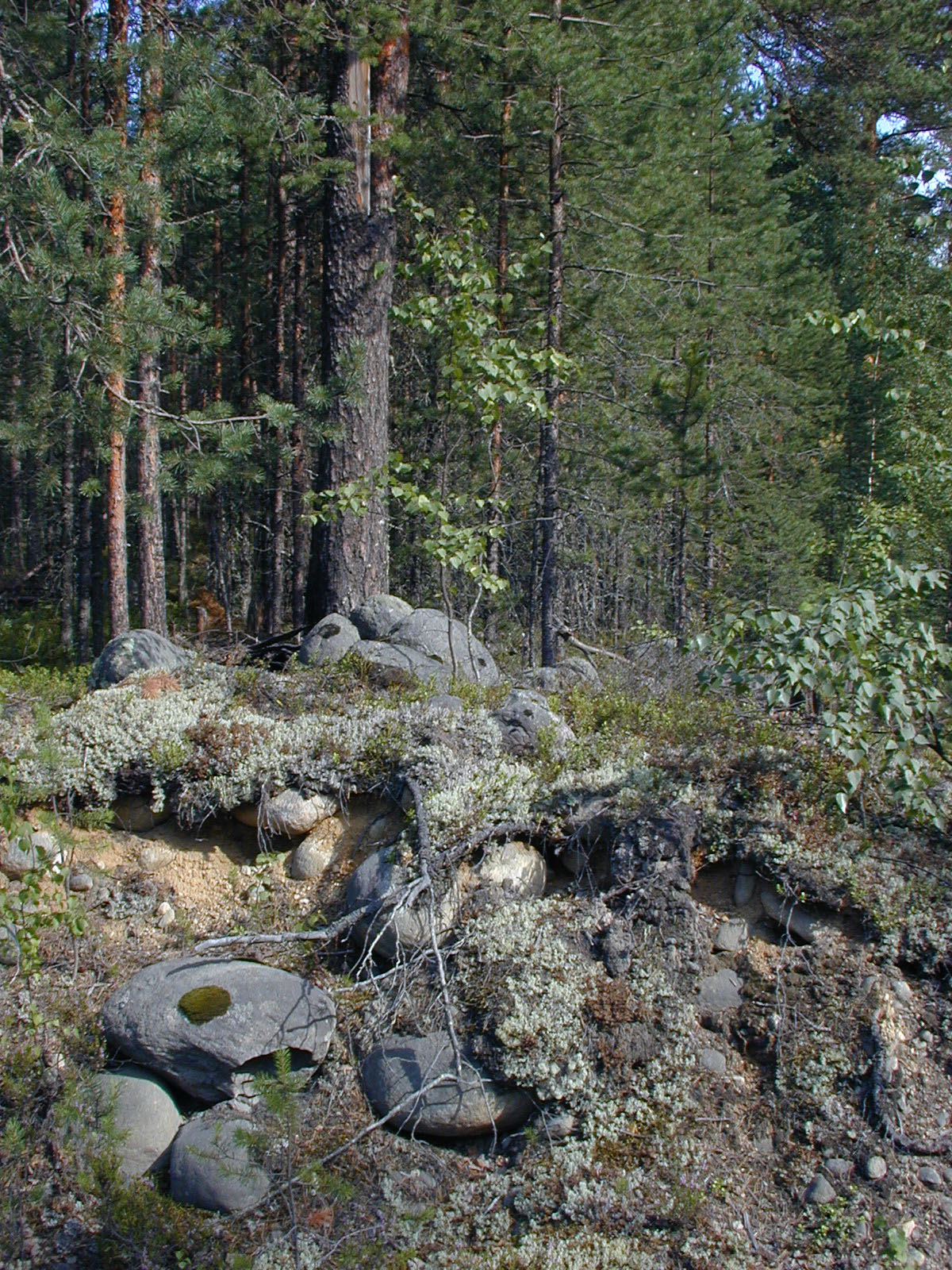
Карельський ліс

Плазунів на території республіки зустрічається лише 5 видів: гадюка звичайна, вуж, веретільниця, ящірка живородна і ящірка прудка.
Комах узимку практично не видно, натомість улітку навколо безліч гнусу: великої кількості видів комарів, мошок і ґедзів. На півдні республіки поширені кліщі. У Карелії можна побачити рідкісного метелика — махаона.
Так само, як фауна, рослинний світ Карелії сформувався відносно недавно — 10—15 тисяч років тому. Переважають хвойні ліси, на півночі соснові, південніше змішані — соснові впереміж з ялиновими. Основними хвойними породами є сосна звичайна і ялина звичайна. Рідше зустрічаються ялина фінська (на півночі) та ялина сибірська (на сході). Листяні дерева ростуть переважно на півдні Карелії, зокрема берези (береза пухнаста, береза бородавчаста), осики, вільхи (вільха клейка, чорна вільха), подекуди липи, в'язи, клени тощо.
Карелія — край ягід, тут росте велика кількість брусниць, чорниць, морошки, буяхів, журавлини, добре прижилася в лісах малина, будучи перенесеною з сільських садів. На півдні республіки рясно родять суниця й смородина.

## Часовий пояс
Республіка Карелія розташована в Московському годинному поясі (MSK/MSD). UTC +0300 (MSK)/+0400 (MSD).

## Історія
- Перша згадка про «корелу» в літописі відноситься лише до 1143 року в контексті зайняття значної частини Суомі (Ємі)
- B 1227 року Карелія приймає християнство за посередництвом Великого Новгорода, яке раніше приймала карельська аристократія. Близькість Суомі призвела до появи католицької складової в історії Карелії. Частина карелів була навернута в католицизм. Пізніше конфесійна ознака стала базовою для розподілу Карелії
- За Орешківським (Кяккісалмінським) договором між Швецією та Новгородом до складу Шведської Карелії увійшли додатково три округи — Саволак, Єскіс, Єгреля. Шведсько-карельський союз набув статусу національного в період монгольської інтервенції до Новгорода і тиску ливонського ордену на західні кордони Республіки
- Вже у 14-15 столітті в Південній Карелії існували двомовні карельські села — словеномовні люди селилися поруч з кареломовними, що свідчить, зокрема, про їх етнічну гомогенність. Пізніше двомовність карел ідеологи слов'янізму використовували для заперечення суб'єктності Карелії
- У часи середньовіччя відбулася колонізація карелами всієї південної Саамії. Тепер ця територія у складі Республіки Карелія, але у 17 сторіччі вона іменувалася «лопськими погостами»
- Просунення карелів на північ тривало аж до 18 століття, коли їхня колонізація сягнула берегів Баренцевого моря і Північного Льодовитого океану
- Невизначені межі карельського проникнення на сході, в районі Архангельська (Кардора). Фінський вчений Матіас Кастрен вказує на присутність карелів навіть у басейні р. Мезень, що на кордоні з Ненецьким автономним округом. Карели, поряд із комі, можуть бути названими першовідкривачами всіх північних земель та островів Льодовитого океану. У другій половині 18 століття монахи карельського Валаамського монастиря прибули на о. Кадьяк, просунулися на Алеутські острови та Західну Аляску. Вже 1793 року в Америку було призначено першу православну місію. Її апостолами стали вихідці з Карелії
- Карелія була приєднана Московським царем Петром І у 1721 за Ніштадтським мирним договором
- 8 червня 1920 утворена Карельська Трудова Комуна
- 25 липня 1923 Карельська трудова комуна (автономне обласне об'єднання) одержала статус автономної республіки в складі РРФСР
- З 31 березня 1940 по 16 липня 1956 Карелія була союзною республікою СРСР і називалася Карело-Фінська РСР (таким чином, у цей період кількість союзних республік становила 16).
- Після 1956 Карелія знову стала автономною республікою, спочатку в складі РРФСР, потім — республікою у складі РРФСР, і зрештою – у складі РФ.
- З 1991 — Республіка Карелія. По Конституції Республіки Карелія, найменування «Республіка Карелія», «Карелія», «Кар'яла» — рівнозначні

## Населення
- Усього: 716 281 (2002)
  - Міське: 537 395 (75,0 %)
  - Сільське: 178 886 (25,0 %) Міст через річку Шуя. Початок XX століття
  - Чоловіки: 331 505 (46,3 %)
  - Жінки: 384 776 (53,7 %)
- Жінок на 1000 чоловіків: 1161
- Середній вік: 37,1 років
  - Міське: 35,9 років
  - Сільське: 40,6 років
  - Чоловіче: 33,9 років
  - Жіноче: 39,9 років

Міст через річку Шуя. Початок XX століття

- Кількість родин: 279 915 (з 701 314 людин)
  - У місті: 208 041 (з 525 964 людин)
  - У сільській місцевості: 71 874 (з 175 350 людин)
- Статистика охорони здоров'я (2005)
  - Народжень: 6 952 (коефіцієнт народжуваності 9,9 %)
  - Смертей: 12 649 (коефіцієнт смертності 18,1 %)
- Етнічний склад населення:

|          | перепис 1926     | перепис 1939     | перепис 1959     | перепис 1970     | перепис 1979     | перепис 1989     | перепис 2002     | перепис 2010     |
| -------- | ---------------- | ---------------- | ---------------- | ---------------- | ---------------- | ---------------- | ---------------- | ---------------- |
| Карели   | 100 781 (37,4 %) | 108 571 (23,2 %) | 85 473 (13,0 %)  | 84 180 (11,8 %)  | 81 274 (11,1 %)  | 78 928 (10,0 %)  | 65 651 (9,2 %)   | 45 570 (7,4 %)   |
| Фіни     | 2544 (0,9 %)     | 8322 (1,8 %)     | 27 829 (4,2 %)   | 22 174 (3,1 %)   | 20 099 (2,7 %)   | 18 420 (2,3 %)   | 14 156 (2,0 %)   | 8 577 (1,4 %)    |
| Вепси    | 8587 (3,2 %)     | 9392 (2,0 %)     | 7179 (1,1 %)     | 6323 (0,9 %)     | 5864 (0,8 %)     | 5954 (0,8 %)     | 4870 (0,7 %)     | 3 423 (0,5 %)    |
| Росіяни  | 153 967 (57,2 %) | 296 529 (63,2 %) | 412 773 (62,7 %) | 486 198 (68,1 %) | 522 230 (71,3 %) | 581 571 (73,6 %) | 548 941 (76,6 %) | 507 654 (82,2 %) |
| Білоруси | 555 (0,2 %)      | 4263 (0,9 %)     | 71 900 (10,9 %)  | 66 410 (9,3 %)   | 59 394 (8,1 %)   | 55 530 (7,0 %)   | 37 681 (5,3 %)   | 23 345 (3,8 %)   |
| Українці | 708 (0,3 %)      | 21 112 (4,5 %)   | 23 569 (3,6 %)   | 27 440 (3,8 %)   | 23 765 (3,2 %)   | 28 242 (3,6 %)   | 19 248 (2,7 %)   | 12 667 (2,0 %)   |
| Інші     | 2194 (0,8 %)     | 20 709 (4,4 %)   | 29 869 (4,5 %)   | 20 726 (2,9 %)   | 19 565 (2,7 %)   | 21 505 (2,7 %)   | 25 734 (3,6 %)   | 16 422 (2,7 %)   |

- Національний склад по районам (2010):[3]

|                        | росіяни | карели | білоруси | українці | фіни  | вепси |
| ---------------------- | ------- | ------ | -------- | -------- | ----- | ----- |
| м. Петрозаводськ       | 86,8 %  | 4,0 %  | 1,9 %    | 1,7 %    | 1,8 % | 0,8 % |
| м. Костомукша          | 82,2 %  | 6,7 %  | 3,0 %    | 3,9 %    | 0,7 % | 0,1 % |
| Бєломорський район     | 86,1 %  | 5,1 %  | 4,6 %    | 2,0 %    | 0,5 % | 0,1 % |
| Калевальський район    | 50,0 %  | 35,9 % | 8,2 %    | 2,8 %    | 0,7 % | 0,1 % |
| Кемський район         | 86,6 %  | 4,4 %  | 4,1 %    | 2,2 %    | 0,6 % | 0,1 % |
| Кондопозький район     | 85,5 %  | 6,0 %  | 3,0 %    | 1,3 %    | 1,9 % | 0,3 % |
| Лахденпохський район   | 86,5 %  | 1,7 %  | 5,2 %    | 3,3 %    | 0,5 % | 0,1 % |
| Лоухський район        | 76,3 %  | 12,8 % | 5,9 %    | 2,4 %    | 0,7 % | 0,1 % |
| Медв'єжєгорський район | 87,5 %  | 4,5 %  | 3,4 %    | 1,8 %    | 0,5 % | 0,1 % |
| Муєзерський район      | 65,4 %  | 11,0 % | 14,5 %   | 3,6 %    | 1,3 % | 0,1 % |
| Олонецький район       | 41,1 %  | 52,9 % | 2,1 %    | 1,4 %    | 0,9 % | 0,1 % |
| Піткярантський район   | 78,1 %  | 6,8 %  | 7,2 %    | 2,4 %    | 1,9 % | 0,3 % |
| Прионезький район      | 81,7 %  | 3,5 %  | 3,2 %    | 2,3 %    | 1,9 % | 4,4 % |
| Пряжинський район      | 54,5 %  | 31,6 % | 4,3 %    | 2,1 %    | 4,6 % | 0,4 % |
| Пудозький район        | 90,4 %  | 0,7 %  | 5,2 %    | 1,4 %    | 0,2 % | 0,0 % |
| Сегезький район        | 86,1 %  | 2,6 %  | 5,3 %    | 2,2 %    | 0,9 % | 0,1 % |
| Сортавальський район   | 86,5 %  | 2,3 %  | 5,8 %    | 2,4 %    | 0,7 % | 0,1 % |
| Суояврський район      | 75,0 %  | 8,5 %  | 9,9 %    | 2,7 %    | 0,9 % | 0,1 % |
| Республіка Карелія     | 82,2 %  | 7,4 %  | 3,8 %    | 2,1 %    | 1,4 % | 0,6 % |

## Адміністративний поділ
У складі Карелії 18 адміністративних одиниць, в тому числі:
- 2 міських округи
- 16 районів
  - 21 міське поселення
  - 85 сільських поселень
- 802 населених пункти
  - 13 міст
  - 11 селищ міського типу
  - 778 сільських населених пунктів

| Район, міський округ          | Площа, км² | Населення, осіб (2002) | Населення, осіб (2010) | Населення, осіб (2019) | Центр          | Поселення | Населені пункти |
| ----------------------------- | ---------- | ---------------------- | ---------------------- | ---------------------- | -------------- | --------- | --------------- |
| Бєломорський район            | 12797,00   | 24003                  | 19118                  | 15929                  | Біломорськ     | 4         | 59              |
| Калевальський район           | 13259,90   | 10628                  | 8321                   | 6641                   | Калевала       | 4         | 9               |
| Кемський район                | 8028,98    | 20006                  | 17756                  | 14561                  | Кем            | 4         | 19              |
| Кондопозький район            | 5951,48    | 44582                  | 41114                  | 35943                  | Кондопога      | 8         | 78              |
| Лахденпохський район          | 2210,80    | 16391                  | 14235                  | 12642                  | Лахденпохья    | 5         | 51              |
| Лоухський район               | 22552,00   | 20128                  | 14760                  | 11115                  | Лоухи          | 7         | 30              |
| Медвеж'єгорський район        | 13694,56   | 38388                  | 31864                  | 27520                  | Медвеж'єгорськ | 9         | 147             |
| Муєзерський район             | 17660,27   | 16556                  | 12236                  | 9811                   | Муєзерський    | 8         | 24              |
| Олонецький район              | 3988,36    | 27034                  | 23124                  | 20361                  | Олонець        | 9         | 65              |
| Піткярантський район          | 2254,55    | 23844                  | 19895                  | 17390                  | Піткяранта     | 5         | 36              |
| Прионезький район             | 4474,91    | 18597                  | 21502                  | 22259                  | Петрозаводськ  | 13        | 51              |
| Пряжинський район             | 6394,80    | 18224                  | 14664                  | 14164                  | Пряжа          | 7         | 82              |
| Пудозький район               | 12745,26   | 27538                  | 21659                  | 17512                  | Пудож          | 8         | 73              |
| Сегезький район               | 10570,97   | 49838                  | 41215                  | 35854                  | Сегежа         | 6         | 36              |
| Сортавальський район          | 2189,72    | 35596                  | 32287                  | 30914                  | Сортавала      | 5         | 50              |
| Суоярвський район             | 13713,72   | 24028                  | 18814                  | 15399                  | Суоярві        | 5         | 27              |
| Петрозаводський міський округ | 113,00     | 266589                 | 261987                 | 280170                 | Петрозаводськ  | -         | 1               |
| Костомукшський міський округ  | 4046,00    | 30250                  | 28997                  | 29871                  | Костомукша     | -         | 7               |

## Економіка
Промислові галузі, що використовують місцеві природні ресурси: лісова, деревообробна, целюлозно-паперова, чорна металургія, промисловість будівельних матеріалів.
Галузі, що працюють на привізній сировині: машинобудування, кольорова металургія.

### Транспорт

#### Автошляхи
Через малу щільність населення в Карелії, дорожня мережа не є значно розгалуженою, проте якість дорожнього покриття зазвичай перевищує якість дорожнього покриття в сусідніх регіонах Росії.
Список основних автошляхів:
- E105 М18 Ялта — Харків — Москва — Санкт-Петербург — Олонець — Петрозаводськ — Кондопога — Медвєж'єгорськ — Кемь — Мурманськ — Кіркенес
- А129 Санкт-Петербург — Приозерськ — Лахденпох'я — Сортавала
- А130 Олонець — Сортавала — Руськеала — Вяртсіля
- А131 Піткяранта — Лоймола — Суоярві
- А132 Суоярві — Поросозеро — Юстозеро — Медвеж'єгорськ
- А133 Петрозаводськ — Суоярві
- А134 Кочкома — Тікша — Реболи
- А135 Кемь — Калевала — Вокнаволок
- А136 Лоухи — Пяозерський — Суоперя
- А137 Калевала — Регозеро — Тунгозеро
- Р2 Долматово — Няндома — Каргополь — Пудож
- Р5 Вологда — Ферапонтово — Ліпін Бор — Вітегра — Пудож — Повенець — Медвеж'єгорськ
- Р17 Медвеж'єгорськ — Пергуба — Шуньга — Толвуя — Велика Губа
- Р19 Петрозаводськ — Шелтозеро — Вознесен'є — Оштинський Погост
- Р21 Пряжа — Леметті

## Культура й рекреація
Об'єкти туризму:
- Марціальні Води — найстарший курорт Росії, відкритий в 1719 наказом Петра Першого
- Острів Кіжи — всесвітньо відомий пам'ятник дерев'яного зодчества
- Водоспад Ківач
- Мармурові кар'єри (недалеко від прикордонного міста Сортавала)
- Льодовий палац у місті Кондопога
- Острів Валаам з Валаамським монастирем
- Палац мистецтв у місті Кондопога
- Карельський театр ляльок

## Політичний устрій
Основний закон країни — Конституція Республіки Карелія
Кожні 4 роки Глава Республіки Карелія наділяється повноваженнями Законодавчими Зборами Республіки Карелії за поданням Президента РФ. На квітень 2014 року Голова Республіки Карелія — Худілайнен Олександр Петрович.
Представницьку владу здійснює Законодавчі Збори Республіки Карелії, що обирається кожні 5 років. Це однопалатний орган.

## Мовна проблема
Державна мова в Карелії — російська. Водночас у республіці проживають карели й вепси, що послуговуються латиницею. Мови цих народів не є державними, тому на них не поширюється вимога федерального закону про обов'язкове використання кирилиці в державних мовах народів Росії. Писемністю на основі латиниці користуються й близькі до них фіни.
У зв'язку з цим у республіці викликало різку реакцію рішення Конституційного суду Російської Федерації, що розглядав восени 2004 року питання про введення латинського алфавіту для татарської мови. Суд визнав право органу федеральної законодавчої влади встановлювати графічну основу мов народів Росії й відзначив, що встановлення єдиної графічної основи мов народів Росії (кирилиці) «забезпечує — з метою збереження державної єдності — гармонізацію й збалансоване функціонування загальнофедеральної мови й державних мов республік».
Конституційний суд Росії відзначив, що зміна графічної основи припустима, якщо вона «відповідає історико-культурним, соціальним і політичним реаліям і інтересам багатонаціонального народу Росії». Але розв'язок такого питання республікою в однобічному порядку може призвести «до послаблення федеративної єдності й обмеження прав і свобод громадян, у тому числі тих, що мешкають за межами даної республіки, для яких ця мова є рідною».
Таке рішення може зруйнувати плани додати карельській мові статус державної.
Як заявляють керівники держкомітету з національної політики Карелії, процес створення повноцінної карельської писемності зайняв більше як 15 років. У цей час з'явилися письменники, що пишуть латиницею. Якщо все починати заново, це може привести до втрати карельської писемності й, як результат, карельської культури. Інший варіант — залишити плани про державний статус карельської мови, а без цього статусу розвиток мови й культури не може бути повним.

## Українці в Карелії
У Карелії існує Товариство Української культури «Калина», створене 1993 року ініціативною групою на чолі з Віталієм Фартушним.
Денис Прокопенко — нащадок етнічних карелів. Його прадід брав участь у радянсько-фінській Зимовій війні (1939—1940). Саме після бою з більшовиками він був визнаний зниклим безвісти. На знак пам’яті про свого прадіда він носить шеврон із зображенням етнічного прапору Карельської республіки. У своїх заявах Денис Прокопенко часто проводить аналогії російсько-української війни із Зимовою війною в Фінляндії.